# Naturschutzgebiet Klauserwäldchen/Frankenwäldchen
Das Naturschutzgebiet Klauserwäldchen/Frankenwäldchen liegt im Gebiet der Stadt Aachen nördlich des Stadtteils Kornelimünster.

## Beschreibung
Das alte Naturschutzgebiet Klauserwäldchen (auch Klauser Wäldchen) nördlich der Inde ist ein strukturreicher und artenreicher Waldmeister-Buchenwald mit einigen sehr alten Bäumen. Südlich der auf dem Berg stehenden Kapelle der Einsiedelei Kornelimünster befindet sich eine Felswand und im Norden die Felswand des Steinbruchs „Münsterkull“ mit der Ruine des historischen Kalkofens „An der Bilstermühle“. Östlich ist eine alte Lindenallee zu finden. Südlich der Inde liegt das Frankenwäldchen mit ebenfalls totholzreichen Altholzbeständen mit artenreichem Waldmeister-Buchenwald.

## Schutzzweck
Schutzzweck ist hier die Erhaltung und Entwicklung naturnaher Laubwaldbestände aus Linden und Ulmen mit Alt- und Totholz sowie der Schutz der Felsbiotope an den zur Inde abfallenden Hängen aus wissenschaftlichen, naturgeschichtlichen, erdgeschichtlichen und landeskundlichen Gründen. Das Naturschutzgebiet hat darüber hinaus eine wichtige Bedeutung als Trittsteinbiotop für den regionalen Biotopverbund.